# Mads Østberg
Pour les articles homonymes, voir Østberg.
Mads Østberg est un pilote de rallye norvégien, né le 11 octobre 1987 à Fredrikstad. Il a remporté le championnat de Norvège des rallyes en 2006, 2007 et 2008. Il est sacré champion du monde WRC-2 en 2020.

## Carrière

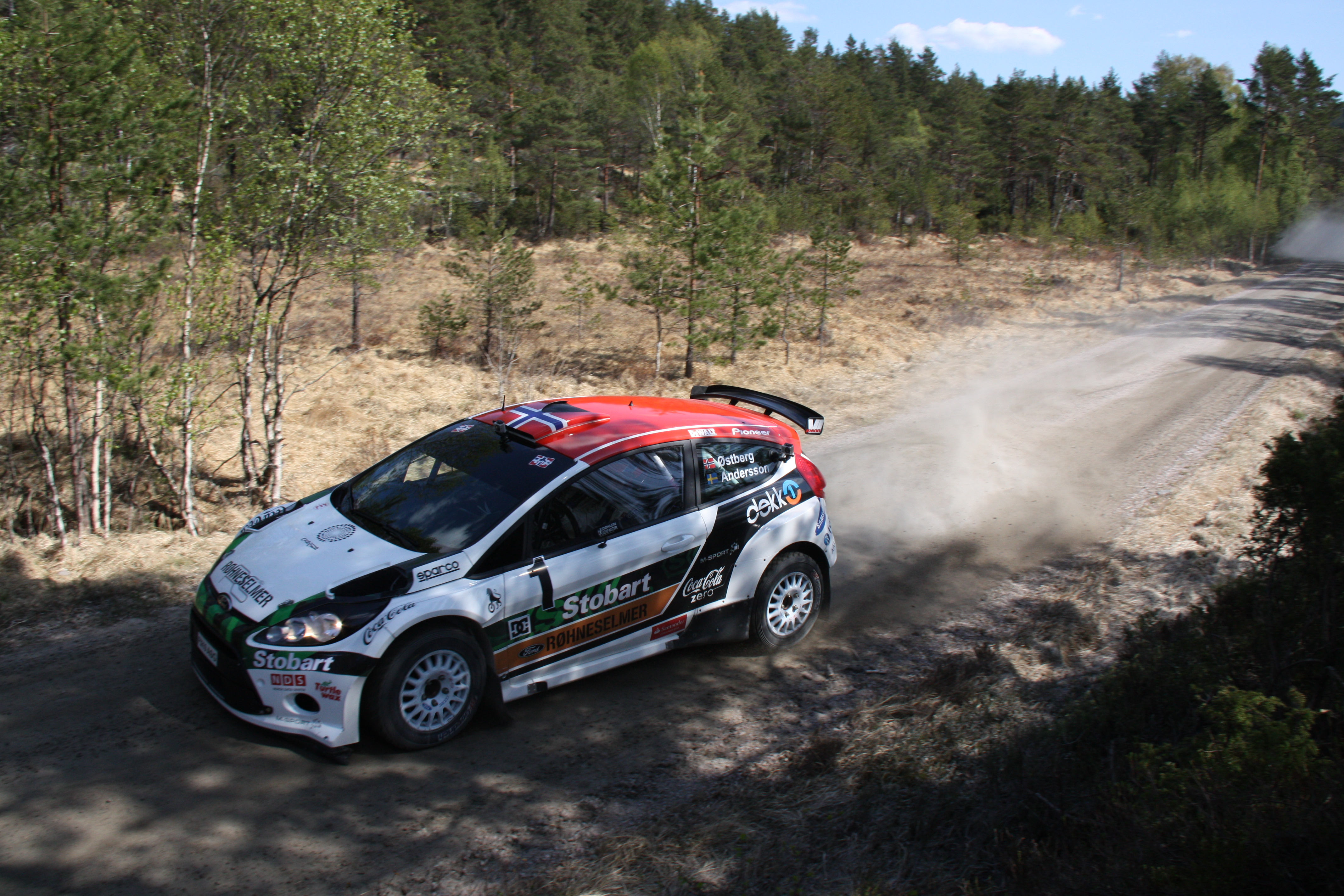
Mads Østberg lors du Rally Sørland 2011

Østberg effectue son premier rallye au cours de l'année 2004 et rejoint le championnat du monde des rallyes lors du Rallye de Suède en 2006 où il finit trente-et-unième.
Au cours de la saison 2006, il participe également au Rallye de Finlande, où il abandonne, et au Wales Rally GB où il termine vingt-troisième.
En 2007, Østberg participe à six rallyes au volant d'une Subaru Impreza WRC préparée par l'équipe Adapta. Il remporte sa première victoire de spéciale au cours de la Super Spéciale du Rallye de Suède 2007 et marque ses premiers points en WRC au Rallye de Finlande, grâce à sa huitième place. Cette même année, Mads devient Champion de Norvège des Rallyes.
L'année 2008 voit Mads Østberg continuer à rouler au sein de l'équipe Adapta Motorsport en WRC, toujours au volant d'une Subaru Impreza WRC. Il ne marquera aucun point au cours des sept rallyes qu'il effectue. 
En 2009, Østberg marque des points à trois reprises dont une sixième place au Rallye du Portugal pour meilleur résultat, il termine la saison à la onzième place.
En 2010, Østberg participe à quatre rallyes sur son Impreza et deux au volant d'une Ford Fiesta S2000. Il parviendra à inscrire dix-huit points, son meilleur résultat étant une septième place au Portugal et en Finlande.
Fin 2010, Mads Østberg et Adapta Motorsport annoncent qu'il rouleront en WRC en 2011 au volant d'une Ford Fiesta RS WRC préparée par l'équipe Stobart.
Au rallye de Suède, premier rallye de la saison 2011, Mads Østberg termine à la deuxième place après avoir mené durant toute la première journée. C'est le premier podium de la carrière du norvégien. Pour la suite de la saison, il termine notamment trois fois cinquième au Mexique, en Italie, et en Argentine. Au rallye de Grande-Bretagne, dernière manche de la saison 2011, il termine second et signe ainsi son second podium en carrière. Le Norvégien termine à la sixième place du championnat avec 88 points, devançant notamment ses équipiers Matthew Wilson et Henning Solberg.

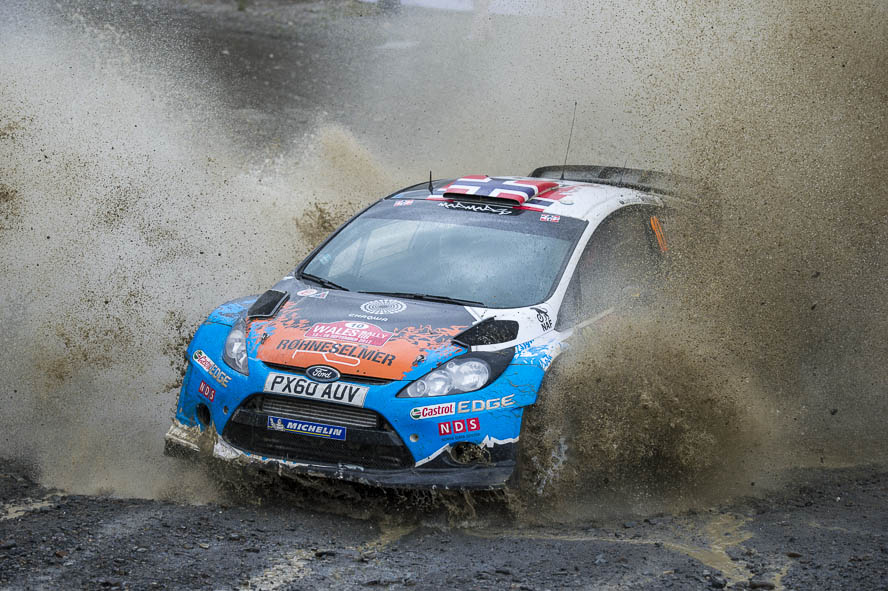
Mads Østberg lors du rallye de Grande-Bretagne 2012

En 2012, Mads reste fidèle à Ford et fait son retour dans l'équipe Adapta, mais sa saison ne débute qu'en Suède. Il parvient à obtenir un nouveau podium en terminant troisième du rallye, derrière les deux finlandais Hirvonen et Latvala. Il enchaîne avec une quatrième place au Mexique. Avant de disputer le Rallye du Portugal, il signe le record de saut sur la neige au volant de sa WRC.
Lors du rallye du Portugal, disputé dans des conditions dantesques, il remporte sa première victoire en WRC à la suite de l'exclusion de Mikko Hirvonen en raison d'un embrayage non conforme. Il apporte à la Norvège sa première victoire depuis le rallye de Grande-Bretagne 2005, où son compatriote Petter Solberg s'était imposé, et se retrouve troisième du championnat du monde, à seulement treize points du leader Sébastien Loeb et à neuf unités de son compatriote Petter Solberg. Il confirme sa belle régularité en se classant troisième du Rallye d'Argentine derrière Loeb et Hirvonen, puis quatrième du Rallye de l'Acropole malgré des problèmes de transmission et une sortie de route. Faute de financement, il doit renoncer au Rallye de Nouvelle-Zélande. Pour son retour en Finlande, il prend la cinquième place à l'arrivée avant de terminer quatrième en Allemagne.
L'année suivante, en 2013, Østberg effectue une saison complète au sein de l'équipe Qatar M-Sport World Rally Team, toujours au commandes d'une Ford Fiesta RS WRC. Il termine à la sixième place du classement général. 

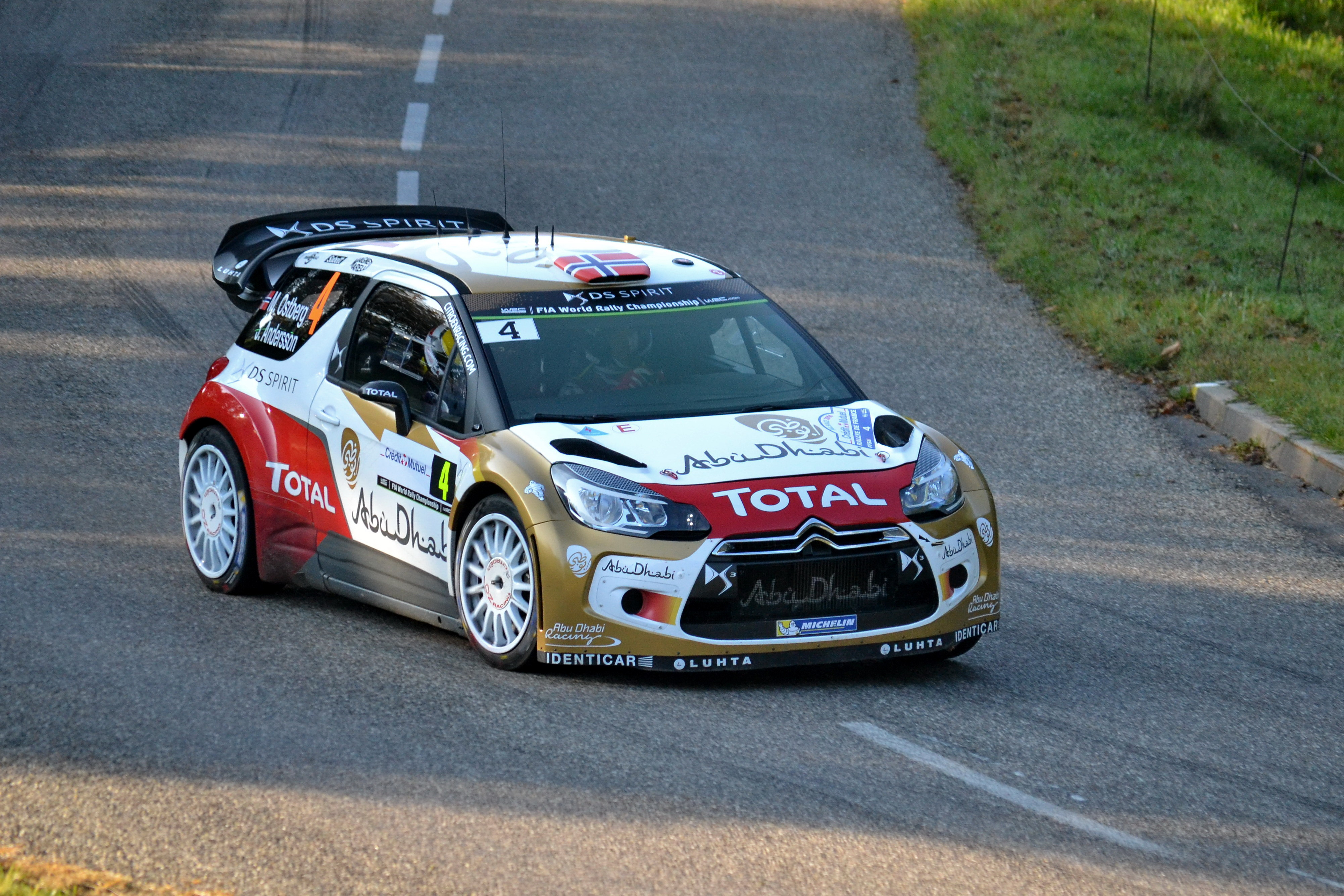
Mads Østberg durant le Rallye de France-Alsace 2014.

En 2014, Mads Østberg rejoint l'équipe Citroën Total Abu Dhabi World Rally Team dans laquelle il pilote une Citroën DS3 WRC aux côtés de son coéquipier Kris Meeke. Il monte quatre fois sur le podium durant la saison, sa meilleure performance étant une 2e place lors du rallye de Sardaigne. Il termine la saison à la 5e place du classement général.
Pour la saison 2015, Citroën Racing confirme dans un premier temps Kris Meeke, puis officialise Mads Østberg en tant que titulaire quelques semaines plus tard.
Pour la saison 2016, Mads Østberg retourne dans l'équipe M-Sport, au commandes d'une Ford Fiesta RS WRC. Le Norvégien Ola Fløene, auparavant associé à Andreas Mikkelsen, devient son nouveau copilote.

## Palmarès

### Titres
| Saison | Titre                                     | Voiture                            |
| ------ | ----------------------------------------- | ---------------------------------- |
| 2005   | Vice-champion de Norvège des rallyes      | Volvo 740/Subaru Impreza S7/S9 WRC |
| 2006   | Champion de Norvège des rallyes           | Subaru Impreza S9 WRC              |
| 2007   | Champion de Norvège des rallyes           | Subaru Impreza S10 WRC             |
| 2008   | Champion de Norvège des rallyes           | Subaru Impreza S12B WRC            |
| 2020   | Champion du monde des rallyes - 2 (WRC-2) | Citroën C3 R5 (en)                 |

### Victoires

#### Victoires en championnat du monde des Rallyes
| # | Saison | Rallye                 | Pays     | Copilote        | Voiture            |
| - | ------ | ---------------------- | -------- | --------------- | ------------------ |
| 1 | 2012   | 46e Rallye du Portugal | Portugal | Jonas Andersson | Ford Fiesta RS WRC |

#### Victoires en championnat de Norvège des rallyes
| #  | Saison | Rallye                | Copilote             | Voiture                   |
| -- | ------ | --------------------- | -------------------- | ------------------------- |
| 1  | 2006   | Rally Hedemarken      | Ragnar Engen         | Subaru Impreza S9 WRC 03  |
| 2  | 2007   | Mountain Rally Norway | Ole Kristian Unnerud | Subaru Impreza S10 WRC 04 |
| 3  | 2007   | Rally Hadeland        | Ole Kristian Unnerud | Subaru Impreza S10 WRC 04 |
| 4  | 2007   | Numedalsrally         | Ole Kristian Unnerud | Subaru Impreza S10 WRC 04 |
| 5  | 2007   | Rally Sørland         | Ole Kristian Unnerud | Subaru Impreza S10 WRC 04 |
| 6  | 2007   | Aurskog-Høland Rally  | Ole Kristian Unnerud | Subaru Impreza S10 WRC 04 |
| 7  | 2007   | Rally Trondelag       | Ole Kristian Unnerud | Subaru Impreza S10 WRC 04 |
| 8  | 2007   | Rally Larvik          | Ole Kristian Unnerud | Subaru Impreza S10 WRC 04 |
| 9  | 2008   | Sigdalsrally          | Ole Kristian Unnerud | Subaru Impreza S10 WRC 04 |
| 10 | 2008   | Mountain Rally        | Ole Kristian Unnerud | Subaru Impreza S10 WRC 04 |
| 11 | 2008   | Rally Sørland         | Ole Kristian Unnerud | Subaru Impreza S10 WRC 07 |
| 11 | 2008   | Rally Hedemarken      | Ole Kristian Unnerud | Subaru Impreza S10 WRC 07 |
| 12 | 2009   | Numedalsrally         | Ole Kristian Unnerud | Subaru Impreza S10 WRC 08 |
| 13 | 2009   | Aurskog-Høland Rally  | Jonas Andersson      | Subaru Impreza S10 WRC 08 |
| 14 | 2009   | Rally Trogstad        | Jonas Andersson      | Subaru Impreza S10 WRC 08 |
| 15 | 2009   | Rally Hedemarken      | Jonas Andersson      | Subaru Impreza S10 WRC 07 |
| 16 | 2010   | Numedalsrally         | Jonas Andersson      | Subaru Impreza S10 WRC 07 |
| 17 | 2010   | Rally Sørland         | Jonas Andersson      | Subaru Impreza S10 WRC 07 |
| 18 | 2010   | Aurskog-Høland Rally  | Jonas Andersson      | Subaru Impreza S10 WRC 07 |
| 19 | 2010   | Rally Trogstad        | Jonas Andersson      | Subaru Impreza S10 WRC 08 |
| 20 | 2010   | Rally Hedemarken      | Jonas Andersson      | Subaru Impreza S10 WRC 08 |
| 21 | 2011   | Rally Treungen        | Jonas Andersson      | Ford Fiesta S2000         |
| 22 | 2011   | KNA Rally Finnskog    | Jonas Andersson      | Ford Fiesta S2000         |
| 23 | 2011   | Rally Sørland         | Jonas Andersson      | Ford Fiesta S2000         |
| 24 | 2011   | Rally Hedemarken      | Jonas Andersson      | Ford Fiesta S2000         |
| 25 | 2012   | Rally Elverum         | Jonas Andersson      | Ford Fiesta RRC           |
| 26 | 2012   | Rally Sørland         | Jonas Andersson      | Ford Fiesta RRC           |
| 27 | 2013   | KNA Rally Finnskog    | Jonas Andersson      | Ford Fiesta RS WRC        |
| 28 | 2013   | Aurskog-Høland Rally  | Jonas Andersson      | Ford Fiesta RS WRC        |
| 29 | 2013   | Rally Telemark        | Jonas Andersson      | Ford Fiesta RS WRC        |
| 30 | 2015   | KNA Rally Finnskog    | Jonas Andersson      | Citroën DS3 WRC           |
| 31 | 2016   | KNA Rally Finnskog    | Ola Fløene           | Ford Fiesta R5            |
| 32 | 2016   | Rally Sørland         | Ola Fløene           | Ford Fiesta R5            |
| 33 | 2016   | Aurskog-Høland Rally  | Ola Fløene           | Ford Fiesta R5            |
| 34 | 2017   | Rally Hadeland        | Ola Fløene           | Ford Fiesta R5            |
| 35 | 2017   | KNA Rally Finnskog    | Ola Fløene           | Ford Fiesta R5            |
| 36 | 2017   | Rally Sørland         | Ola Fløene           | Ford Fiesta R5            |
| 37 | 2017   | Rally Hedemarken      | Emil Axelsson        | Ford Fiesta WRC           |
| 38 | 2018   | KNA Rally Finnskog    | Torstein Eriksen     | Ford Fiesta WRC           |

#### Autres victoires
| # | Saison | Rallye                                  | Pays        | Copilote             | Voiture                   |
| - | ------ | --------------------------------------- | ----------- | -------------------- | ------------------------- |
| 1 | 2007   | Lausitz Rallye                          | Allemagne   | Ole Kristian Unnerud | Subaru Impreza S10 WRC 04 |
| 2 | 2009   | Lewis&Hunter Contracting Cambrian Rally | Royaume-Uni | Jonas Andersson      | Subaru Impreza S10 WRC 08 |
| 3 | 2010   | South Swedish Rally                     | Suède       | Jonas Andersson      | Subaru Impreza S10 WRC 07 |
| 4 | 2010   | Saaremaa Rally                          | Estonie     | Jonas Andersson      | Subaru Impreza S10 WRC 08 |
| 5 | 2011   | auto24 Rally Estonia                    | Estonie     | Jonas Andersson      | Ford Fiesta RS WRC        |
| 6 | 2012   | LogiTrans Rally Stavanger               | Norvège     | Jonas Andersson      | Ford Fiesta RS WRC        |
| 7 | 2012   | auto24 Rally Estonia                    | Estonie     | Jonas Andersson      | Ford Fiesta RS WRC        |
| 8 | 2014   | Neste Oil Ralli Helsinki Battle         | Finlande    | Pas de Copilote      | Citroën DS3 WRC           |
| 9 | 2022   | Rallye du Mexique                       | Mexique     | Johan Johansson      | Citroën C3 Rally2         |

## Résultats en championnat du monde des rallyes
(14 mars 2021).
| Saison | Rallye | Rallye | Rallye | Rallye | Rallye | Rallye | Rallye | Rallye | Rallye | Rallye | Rallye | Rallye | Rallye | Rallye | Rallye | Rallye | Points | Classement final |
| ------ | ------ | ------ | ------ | ------ | ------ | ------ | ------ | ------ | ------ | ------ | ------ | ------ | ------ | ------ | ------ | ------ | ------ | ---------------- |
| 2006   | MON    | SWE    | MEX    | ESP    | FRA    | ARG    | ITA    | GRE    | GER    | FIN    | JPN    | CYP    | TUR    | AUS    | NZL    | GBR    | 0      | -                |
| 2006   | -      | 31e    | -      | -      | -      | -      | -      | -      | -      | Ab.    | -      | -      | -      | -      | -      | 23e    | 0      | -                |
|        |        |        |        |        |        |        |        |        |        |        |        |        |        |        |        |        |        |                  |
| 2007   | MON    | SWE    | NOR    | MEX    | POR    | ARG    | ITA    | GRE    | FIN    | GER    | NZL    | ESP    | FRA    | JPN    | IRL    | GBR    | 1      | 21e              |
| 2007   | -      | 9e     | 37e    | -      | Ab.    | -      | Ab.    | -      | 8e     | -      | -      | -      | -      | -      | -      | 11e    | 1      | 21e              |
|        |        |        |        |        |        |        |        |        |        |        |        |        |        |        |        |        |        |                  |
| 2008   | MON    | SWE    | MEX    | ARG    | JOR    | ITA    | GRE    | TUR    | FIN    | GER    | NZL    | ESP    | FRA    | JPN    | GBR    |        | 0      | -                |
| 2008   | -      | 9e     | -      | -      | -      | 11e    | 24e    | -      | Ab.    | -      | -      | 14e    | 9e     | -      | Ab.    |        | 0      | -                |
|        |        |        |        |        |        |        |        |        |        |        |        |        |        |        |        |        |        |                  |
| 2009   | IRL    | NOR    | CYP    | POR    | ARG    | ITA    | GRE    | POL    | FIN    | AUS    | ESP    | GBR    |        |        |        |        | 7      | 11e              |
| 2009   | -      | 9e     | -      | 6e     | -      | 7e     | 7e     | Ab.    | Ab.    | -      | -      | Ab.    |        |        |        |        | 7      | 11e              |
|        |        |        |        |        |        |        |        |        |        |        |        |        |        |        |        |        |        |                  |
| 2010   | SWE    | MEX    | JOR    | TUR    | NZL    | POR    | BUL    | FIN    | GER    | JPN    | FRA    | ESP    | GBR    |        |        |        | 18     | 11e              |
| 2010   | 8e     | -      | -      | -      | -      | 7e     | -      | 7e     | 16e    | -      | 41e    | -      | 9e     |        |        |        | 18     | 11e              |
|        |        |        |        |        |        |        |        |        |        |        |        |        |        |        |        |        |        |                  |
| 2011   | SWE    | MEX    | POR    | JOR    | ITA    | ARG    | GRE    | FIN    | GER    | AUS    | FRA    | ESP    | GBR    |        |        |        | 88     | 6e               |
| 2011   | 2e     | 5e     | 31e    | 13e    | 5e     | 5e     | 12e    | 6e     | Ab.    | -      | 7e     | 6e     | 2e     |        |        |        | 88     | 6e               |
|        |        |        |        |        |        |        |        |        |        |        |        |        |        |        |        |        |        |                  |
| 2012   | MON    | SWE    | MEX    | POR    | ARG    | GRE    | NZL    | FIN    | GER    | GBR    | FRA    | ITA    | ESP    |        |        |        | 149    | 4e               |
| 2012   | -      | 3e     | 4e     | 1er    | 3e     | 4e     | -      | 5e     | 4e     | 4e     | 5e     | 4e     | 4e     |        |        |        | 149    | 4e               |
|        |        |        |        |        |        |        |        |        |        |        |        |        |        |        |        |        |        |                  |
| 2013   | MON    | SWE    | MEX    | POR    | ARG    | GRE    | ITA    | FIN    | GER    | AUS    | FRA    | ESP    | GBR    |        |        |        | 102    | 6e               |
| 2013   | 5e     | 3e     | Ab.    | 8e     | 7e     | 6e     | 8e     | 3e     | 9e     | 5e     | 8e     | 6e     | 4e     |        |        |        | 102    | 6e               |
|        |        |        |        |        |        |        |        |        |        |        |        |        |        |        |        |        |        |                  |
| 2014   | MON    | SWE    | MEX    | POR    | ARG    | ITA    | POL    | FIN    | GER    | AUS    | FRA    | ESP    | GBR    |        |        |        | 108    | 5e               |
| 2014   | 4e     | 3e     | 9e     | 3e     | Ab.    | 2e     | Ab.    | Ab.    | 6e     | 15e    | 7e     | 4e     | 3e     |        |        |        | 108    | 5e               |
|        |        |        |        |        |        |        |        |        |        |        |        |        |        |        |        |        |        |                  |
| 2015   | MON    | SWE    | MEX    | ARG    | POR    | ITA    | POL    | FIN    | GER    | AUS    | FRA    | ESP    | GBR    |        |        |        | 116    | 4e               |
| 2015   | 4e     | 10e    | 2e     | 2e     | 7e     | 5e     | 9e     | 3e     | 7e     | -      | 6e     | 4e     | 7e     |        |        |        | 116    | 4e               |
|        |        |        |        |        |        |        |        |        |        |        |        |        |        |        |        |        |        |                  |
| 2016   | MON    | SWE    | MEX    | ARG    | POR    | ITA    | POL    | FIN    | GER    | CHN    | FRA    | ESP    | GBR    | AUS    |        |        | 102    | 7e               |
| 2016   | 4e     | 3e     | 3e     | 5e     | 7e     | Ab.    | 8e     | 6e     | 6e     | An.    | 9e     | 5e     | 8e     | 6e     |        |        | 102    | 7e               |
|        |        |        |        |        |        |        |        |        |        |        |        |        |        |        |        |        |        |                  |
| 2017   | MON    | SWE    | MEX    | FRA    | ARG    | POR    | ITA    | POL    | FIN    | GER    | ESP    | GBR    | AUS    |        |        |        | 29     | 15e              |
| 2017   | -      | 15e    | -      | Ab.    | 9e     | 8e     | 7e     | 7e     | 10e    | -      | 5e     | 38e    | -      |        |        |        | 29     | 15e              |
|        |        |        |        |        |        |        |        |        |        |        |        |        |        |        |        |        |        |                  |
| 2018   | MON    | SWE    | MEX    | FRA    | ARG    | POR    | ITA    | FIN    | GER    | TUR    | GBR    | ESP    | AUS    |        |        |        | 70     | 10e              |
| 2018   | -      | 6e     | -      | -      | -      | 6e     | 5e     | 2e     | Ab.    | 23e    | 8e     | -      | 3e     |        |        |        | 70     | 10e              |

## Distinction
- Pilote norvégien de l'année Norges Bilsport Forbund (NBF) en 2007[7].